# Stephen Walters

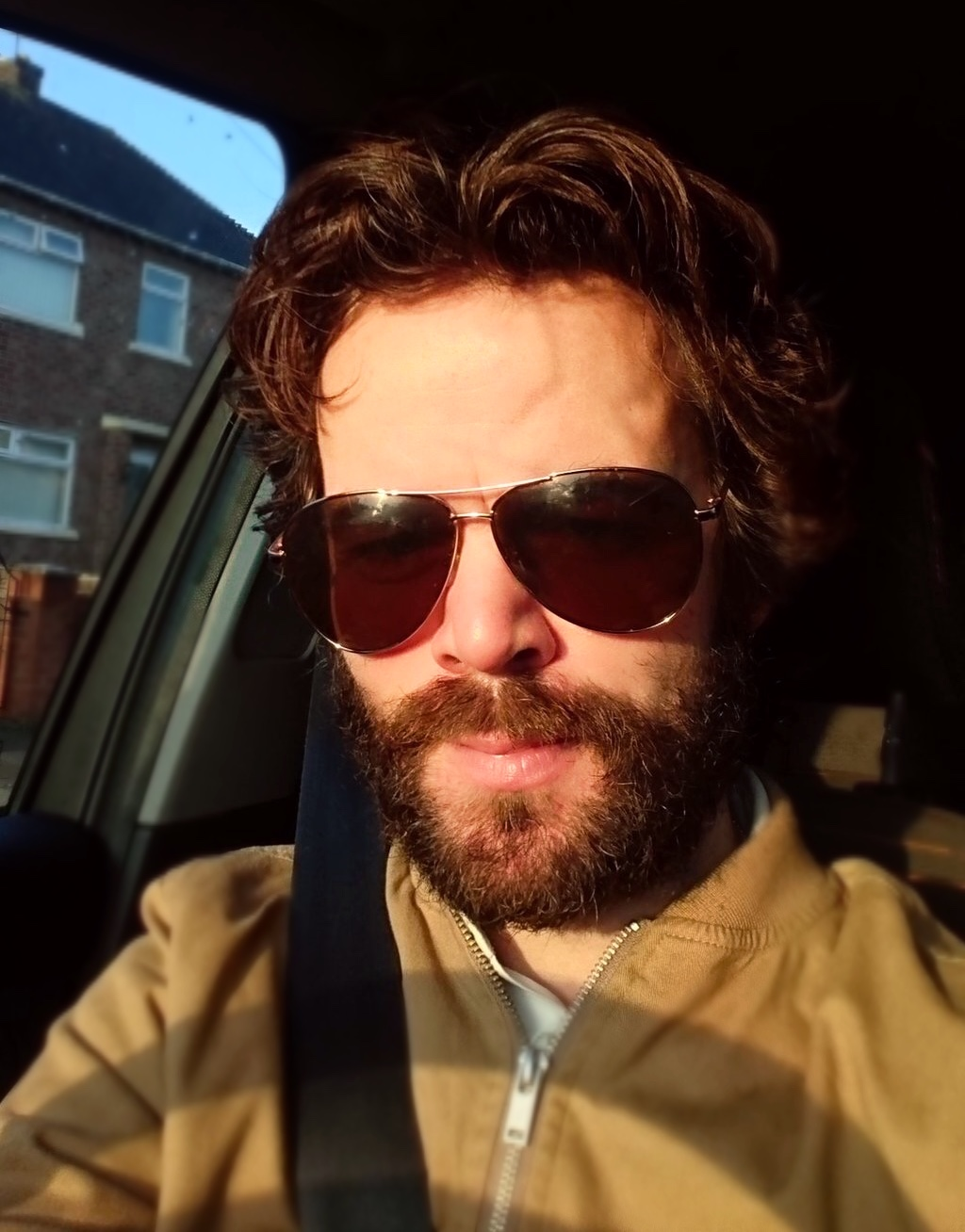
Stephen Walters im September 2016

Stephen Walters (* 22. Mai 1975 in Merseyside, England) ist ein britischer Schauspieler, der vor allem durch seine Arbeit in britischen Film- und Fernsehproduktionen bekannt ist. Zu seinen bekanntesten Rollen zählt seine Darstellung des Angus Mhor in der Serie Outlander. Für seine schauspielerische Leistung in der Drama-Episode Ragged wurde er für den Royal Television Society Award nominiert.

## Leben
Stephen Walters Schauspielkarriere begann im Alter von 14 Jahren, als er Rollen in einigen britischen Serien übernahm. Im Jahr 1994 spielte Walters die Hauptrolle in Jim Morris Fernsehfilm Blood on the Dole, für die er Lob von Kritikern erhielt. Der britische Fernseh-Dramatiker Alan Bleasdale riet Walters daraufhin eine Schauspielschule zu besuchen.
Nach seiner Ausbildung an der Bristol Old Vic Theatre School folgten weitere Rollen im britischen Fernsehen, so verkörperte Walters unter anderem Ian Glover im Fernsehfilm Hillsborough (1996), der die Hillsborough-Katastrophe von 1989 behandelt, und der mit einem BAFTA als bestes Drama ausgezeichnet wurde. Seine erste Filmrolle hatte Stephen Walters 1999 an der Seite von Robert Carlyle in der Komödie Plunkett and Maclean – Gegen Tod und Teufel. Die HBO-Serie Band of Brothers – Wir waren wie Brüder (basierend auf dem gleichnamigen Buch des Historikers Stephen E. Ambrose) war 2001 Walters erste internationale Produktion. In den Folgejahren arbeitete Walters mehrfach mit dem britischen Produzenten und Regisseur Matthew Vaughn (Mean Machine – Die Kampfmaschine, Layer Cake) zusammen, sowie Guy Ritchie (Revolver) und Christopher Nolan (Batman Begins).
Nach einem Jahr Auszeit kehrte Stephen Walters 2007 unter anderem in dem Kinofilm Hannibal Rising – Wie alles begann zurück, in dem er Zigmas Milko, eines der Opfer von Hannibal Lecter spielte.
2013 verkörperte Walters den Schauspieler und politischen Aktivisten Ricky Tomlinson in der Folge Ragged (aus der Reihe Playhouse presents), für dessen Darstellung er für einen Royal Television Society Award nominiert wurde und hohes Lob vom realen Ricky Tomlinson erhielt.
Im selben Jahr spielte Walters die Rolle des Crispin Ingham, eines sadistischen Lehrers aus Derbyshire, in der ersten Staffel der Serie The Village. Die Dreharbeiten zu Outlander verhinderten, dass er diese Rolle auch in der zweiten Staffel der Serie übernehmen konnte. Zuvor arbeitete Walters an mehreren Projekten mit dem Regisseur Brian Kelly zusammen, mit dem er die NBC-Serien Dracula (an der Seite von Jonathan Rhys Meyers) in Budapest und A.D.: Rebellen und Märtyrer in Marokko drehte.
Angus Mhor, Stephen Walters Rolle in der amerikanischen Zeitreise-Serie Outlander, wurde extra für die Verfilmung der gleichnamigen Romanserie der Bestseller-Autorin Diana Gabaldon erweitert und umgeschrieben. Zusammen mit Rupert MacKenzie (gespielt von Grant O’Rourke) wurden die beiden zu absoluten Lieblingen der Fans und Diana Gabaldon bezeichnete sie als „Laurel und Hardy des 18. Jahrhunderts“.
Anfang 2018 konnte man Stephen Walters erneut auf dem britischen Bildschirm sehen. In der 4. Staffel der Kriminalserie Mord auf Shetland verkörperte er Thomas Malone, einen verurteilten Mörder, dessen Urteil nach 23 Jahren hinter Gittern aufgehoben wird.
Obwohl Stephen Walters in seiner Karriere auch sein komödiantisches Talent unter Beweis stellen durfte, scheint er eine Vorliebe für unberechenbare, komplexe und oft gefährliche Charaktere zu haben.
Neben der Schauspielerei arbeitet Stephen Walters auch als Autor und Regisseur eigener Kurzfilme. Zusammen mit seinem Schauspielkollegen Andrew Gower produzierte er einen Kurzfilm über den englischen Sänger Tommy Quickly (gespielt von Gower), der in den 60er Jahren Teil der Musikszene rund um die Beatles war. Humpty Fu*king Dumpty wurde 2017 über die Crowdfunding-Plattform Kickstarter finanziert und soll 2019 veröffentlicht werden.
Stephen Walters ist bekennender Fan der Beatles und des FC Liverpool.

## Filmografie (Auswahl)
- 1989: Dramarama (Fernsehserie, Episode 7x02 „Ghost Story“)
- 1990: Screenplay (Fernsehserie, Episode 5x11 „Needle“)
- 1993: Brookside (Fernsehserie)
- 1994: Blood on the Dole (Fernsehfilm)
- 1995: Jake’s Progress (Fernsehserie, Episode 1x07)
- 1996: Hillsborough – Das Fußballdrama von Sheffield (Hillsborough, Fernsehfilm)
- 1997: Touching Evil (Fernsehserie, Episoden 1x05–1x6 „Deadly Web (Two parts)“)
- 1996–1997: Springhill (Fernsehserie, Episoden 1x01, 1x03–1x14)
- 1997: Pie in the Sky (Fernsehserie, Episode 5x02 „Ugly Customers“)
- 1998: Liverpool 1 (Fernsehserie, Episode 1x01)
- 1999: Plunkett & Macleane – Gegen Tod und Teufel (Plunkett & Macleane)
- 2000: Liam
- 2001: Strumpet (Fernsehfilm)
- 2001: Kiss Kiss (Bang Bang)
- 2001: Band of Brothers – Wir waren wie Brüder (Band of Brothers, Fernsehserie, Episode 1x03 „Carentan“)
- 2001: Mike Bassett: England Manager
- 2001: The 51st State
- 2001: Mean Machine – Die Kampfmaschine (Mean Machine)
- 2002: Nice Guy Eddie (Fernsehfilm)
- 2003: Buried (Fernsehserie, Episoden 1x01–1x08)
- 2003: Silent Witness (Fernsehserie, Episode 7x07–7x08 „Beyond Guilt: Part 1 & 2“)
- 2004: Murder City (Fernsehserie, Episode 1x01 „The Critical Path“)
- 2004: Layer Cake
- 2005: Batman Begins
- 2005: Revolver
- 2006: The Virgin Queen (Fernsehserie, Episode 2)
- 2007: Hannibal Rising – Wie alles begann (Hannibal Risibg)
- 2007: Skins – Hautnah (Skins, Fernsehserie, Episoden 1x01–1x03)
- 2007: The Visit (Fernsehserie, Episode 1x02–1x07)
- 2008: Franklyn – Die Wahrheit trägt viele Masken (Franklyn)
- 2008: Hautnah – Die Methode Hill (Wire in the Blood, Fernsehserie, Episoden 6x07–6x08 „The Dead Land: Part 1 & 2“)
- 2010: Splintered
- 2011: Age of Heroes
- 2011: Powder
- 2012: Hit & Miss (Fernsehserie, Episode 1x06)
- 2012: Accused – Eine Frage der Schuld (Accused, Fernsehserie, Episode 2x01 „Tracie’s Story“)
- 2012: Good Cop (Fernsehserie, Episoden 1x01–1x03)
- 2012: Kelly + Victor
- 2013: Great Night Out (Fernsehserie, Staffel 1)
- 2013: The Village (Fernsehserie, 3 Episoden)
- 2013: Playhouse Presents (Fernsehserie, Episode 2x08 „Ragged“)
- 2013: Dracula (Fernsehserie, Episoden 1x06–1x08)
- 2015: A.D.: Rebellen und Märtyrer (A.D.: The Bible Continues, Fernsehserie, Episoden 7–8)
- 2016: Dickensian (Fernsehserie, Episoden 1x15, 1x18)
- 2016: Quantico (Fernsehserie, Episode 1x16)
- 2016: Die Musketiere (The Musketeers, Fernsehserie, Episode 3x05 „To Play the King“)
- 2014–2016: Outlander (Fernsehserie, Staffeln 1 – 2)
- 2017: Into the Badlands (Fernsehserie, Episoden 2x01–2x02)
- 2017: Little Boy Blue (Fernsehserie, Episode 1x01–1x04)
- 2017: Tin Star (Fernsehserie, Episoden 1x01–1x03)
- 2018: Mord auf Shetland (Shetland, Fernsehserie, Staffel 4)
- 2020: Gerichtsmediziner Dr. Leo Dalton (Silent Witness, Fernsehserie, 1 Episode)
- 2022: Slow Horses – Ein Fall für Jackson Lamb (Slow Horses, Fernsehserie, 5 Episoden)
- 2023: Vera – Ein ganz spezieller Fall (Vera) (Fernsehserie, 1 Episode)